# Iglesia Arciprestral de San Juan Bautista
La Iglesia Arciprestral de San Juan Bautista, ubicada en la Plaza de España de Callosa d'en Sarrià, es un Bien de relevancia local, tal y como se establece en el DOGV del 18 de junio de 1998. Este significativo monumento está registrado en el Plan General de Ordenación Urbana de Callosa d'en Sarrià con el número de identificación P.E. Nº: 24 (4), lo que garantiza su protección y conservación dentro del patrimonio arquitectónico local.

## Historia

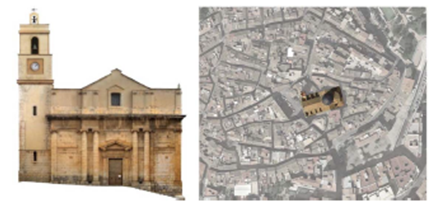
Situación del edificio.

La historia de la Iglesia Arciprestral de San Juan Bautista se remonta al año 1574, cuando se constituyó la Iglesia Parroquial de Callosa, aunque no fue hasta 1578 cuando se inauguró oficialmente, bajo la dirección de Francisco de Mesa. A lo largo de los siglos, la iglesia ha experimentado varias ampliaciones y reformas que reflejan las transformaciones arquitectónicas de la época.
En la segunda mitad del siglo XVIII, se planteó la ampliación de la iglesia y en 1765 comenzaron las obras del crucero, las cuales se completaron en 1786. Durante este periodo, la iglesia adoptó una nueva estructura que incluía la gran cúpula en el crucero. En 1819 se construyó la fachada principal, realizada en mármol extraído de las canteras locales, aunque no se completó hasta 1865. El cuerpo superior de la fachada no se terminó hasta 1917, cuando se empleó cemento pintado imitando al mármol negro, lo que modificó su estética original.

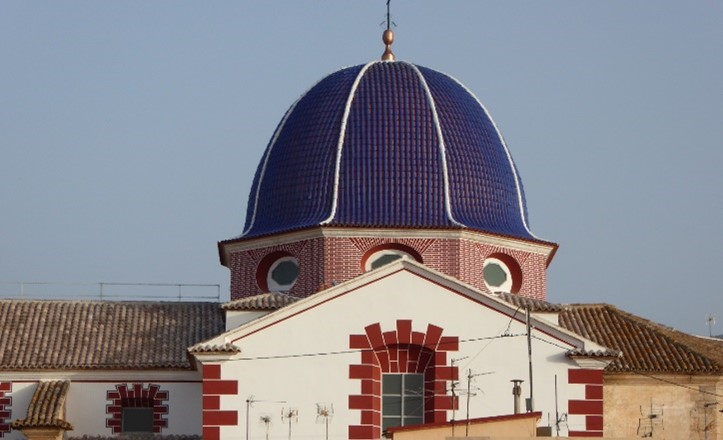
Vista de la cúpula desde la fachada sur.

La iglesia, inaugurada en 1578, no conserva su aspecto original debido a las transformaciones llevadas a cabo entre 1765 y 1786 por el arquitecto fray J. Gil. El arquitecto diseñó el crucero y posteriormente la fachada, de estilo neoclásico, que fue modificada en varias ocasiones.
En los últimos años, la iglesia ha sido objeto de varias restauraciones, con especial atención a su fachada norte, sur y transepto, además de la cúpula vidriada, que fue restaurada para recuperar su esplendor y asegurar su conservación a largo plazo.

## Descripción
Constituye un claro ejemplo de la transición entre el Barroco y el Neoclasicismo. La planta de la iglesia es de forma cruciforme, con tres naves y seis tramos, lo que proporciona un espacio amplio y luminoso. El crucero está cubierto por una gran cúpula, uno de los elementos más sobresalientes del interior.

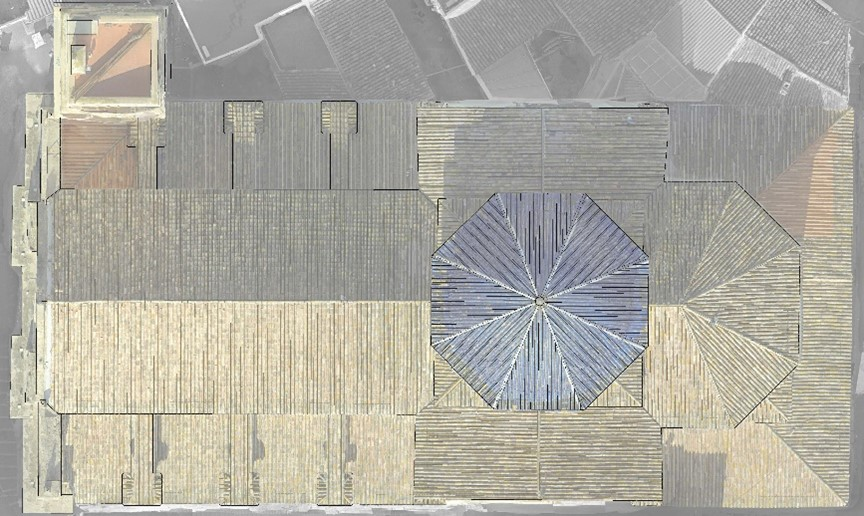
Vista Superior del Templo.

El interior de la iglesia es particularmente impresionante. La nave está cubierta por bóvedas de cañón que descansan sobre arcos fajones y pilastras de gran tamaño, lo que da una sensación de estabilidad y grandeza. Las bóvedas presentan una decoración de lunetos semicirculares y hojas de acanto en las pechinas, lo que remite al estilo Barroco. La cúpula del crucero, de gran tamaño y vidriada, destaca por su restauración reciente, que ha permitido recuperar la luminosidad y el esplendor original de la iglesia.

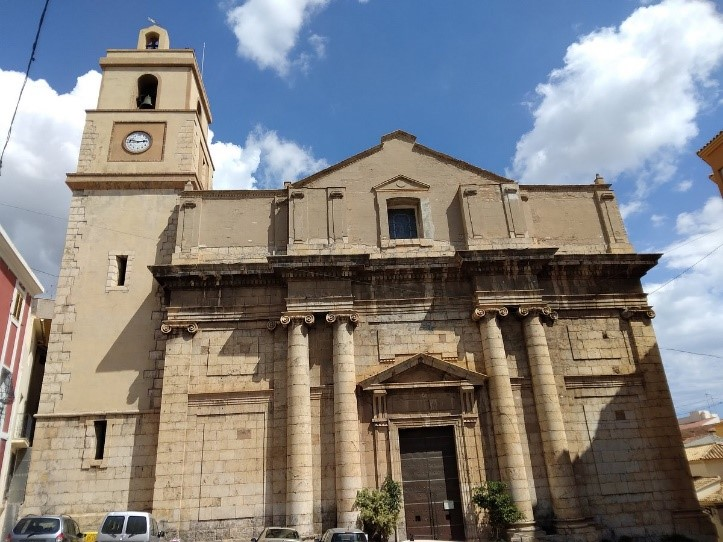
Portada.

La fachada principal es de orden gigante y está formada por cuatro columnas jónicas que sostienen un entablamento con una gran cornisa. Este diseño es propio del Neoclasicismo y confiere a la iglesia una gran majestuosidad. Un segundo plano de semicolumnas jónicas complementa la estructura, y el pórtico de acceso, con dintel recto y frontón, subraya el carácter monumental de la fachada. Sin embargo, la reforma de 1917, en la que se utilizó cemento pintado para imitar el mármol negro, afectó la integridad estética del conjunto.

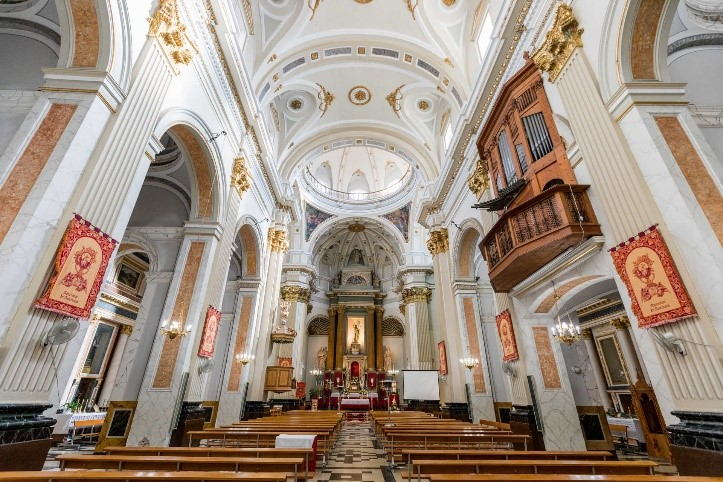
Vista interior del templo.

La torre, adosada a la iglesia, tiene planta cuadrada y consta de cuatro cuerpos que se reducen progresivamente en altura. El último de estos cuerpos alberga las campanas, y la torre está rematada por una pequeña espadaña. La torre se integra visualmente en la iglesia y no sobresale excesivamente de la fachada principal, lo que refuerza la unidad del diseño arquitectónico.
La iglesia también presenta un pórtico adicional en la fachada sur, que se accede mediante una empinada escalinata. Este pórtico, de estilo más sobrio y austero, está compuesto por pilastras toscanas y un entablamento sencillo, lo que ofrece un contraste con la monumental fachada principal.